# Пол Дезмънд
Пол Дезмънд (на английски: Paul Desmond) е американски алто саксофонист и композитор]. Познат е с работата си с Дейв Брубек Куортет и с написването на най-големия хит на групата - Take Five. Един от най-популярните музиканти, произлезли от кул джаза на Западното крайбрежие на Щатите, както и носител на легендарно и характерно остроумие.
Освен с Брубек, той ръководи няколко свои групи и има няколко значими сътрудничества с творци като Джери Мълиган, Джим Хол и Чет Бейкър. След дълги години на страстно пушене и недобро общо здраве, Дезмънд умира от рак на белите дробове през 1977, след като е на турне с Брубек.

## Биография
Истинското име на Дезмънд е Пол Емъл Брайтънфелд. Роден е в Сан Франциско, щата Калифорния, през 1924. Син е на Шърли и Емъл Ерън Брайтънфелд. Баща му произлиза от еврейско семейство с корени в Бохемия и Австрия, а майка му е католичка. Докато е жив, Дезмънд не е сигурен какъв е по произход баща му. Баща му работи като органист, свирейки в киносалони по време на неми филми, а майка му не може да контролира емоционалното си състояние. По време на детските си години, той живее в Ню Йорк с роднини, тъй като се сблъсква с проблеми вкъщи. Дезмънд свири на цигулка от ранна възраст, макар баща му да му забранява това.